# Гаррікейн (Юта)
Гаррікейн (англ. Hurricane) — місто (англ. city) в США, в окрузі Вашингтон штату Юта. Населення — 20 036 осіб (2020).

## Географія
Гаррікейн розташований за координатами 37°9′1″ пн. ш. 113°21′30″ зх. д. / 37.15028° пн. ш. 113.35833° зх. д. (37.150308, -113.358320).  За даними Бюро перепису населення США в 2010 році місто мало площу 134,86 км², з яких 132,60 км² — суходіл та 2,25 км² — водойми.

## Демографія
Згідно з переписом 2010 року, у місті мешкало 13 748 осіб у 4609 домогосподарствах у складі 3545 родин. Густота населення становила 102 особи/км².  Було 5461 помешкання (40/км²).
Расовий склад населення:
| - 91,3 % — білих - 1,3 % — корінних американців - 0,8 % — вихідців з тихоокеанських островів - 0,5 % — чорних або афроамериканців - 0,5 % — азіатів - 3,2 % — осіб інших рас |

До двох чи більше рас належало 2,3 %. Частка іспаномовних становила 7,2 % від усіх жителів.
За віковим діапазоном населення розподілялося таким чином: 29,9 % — особи молодші 18 років, 52,7 % — особи у віці 18—64 років, 17,4 % — особи у віці 65 років та старші. Медіана віку мешканця становила 33,5 року. На 100 осіб жіночої статі у місті припадало 101,4 чоловіків;  на 100 жінок у віці від 18 років та старших — 101,3 чоловіків також старших 18 років.
Середній дохід на одне домашнє господарство  становив 54 523 долари США (медіана — 44 715), а середній дохід на одну сім'ю — 60 169 доларів (медіана — 50 934). Медіана доходів становила 41 740 доларів для чоловіків та 38 848 доларів для жінок. За межею бідності перебувало 16,6 % осіб, у тому числі 27,8 % дітей у віці до 18 років та 4,0 % осіб у віці 65 років та старших.
Цивільне працевлаштоване населення становило 5483 особи. Основні галузі зайнятості: освіта, охорона здоров'я та соціальна допомога — 25,2 %, роздрібна торгівля — 21,0 %, мистецтво, розваги та відпочинок — 13,8 %.